# Jan de Baen
Jan de Baen, né le 20 février 1633, à Haarlem (Pays-Bas) et mort début mars 1702 (inhumé le 8 mars 1702) à La Haye, est un peintre et graveur néerlandais du siècle d'or, estimé pour ses portraits. Son fils Jacobus de Baen (1673-1700), est également peintre portraitiste.

## Biographie

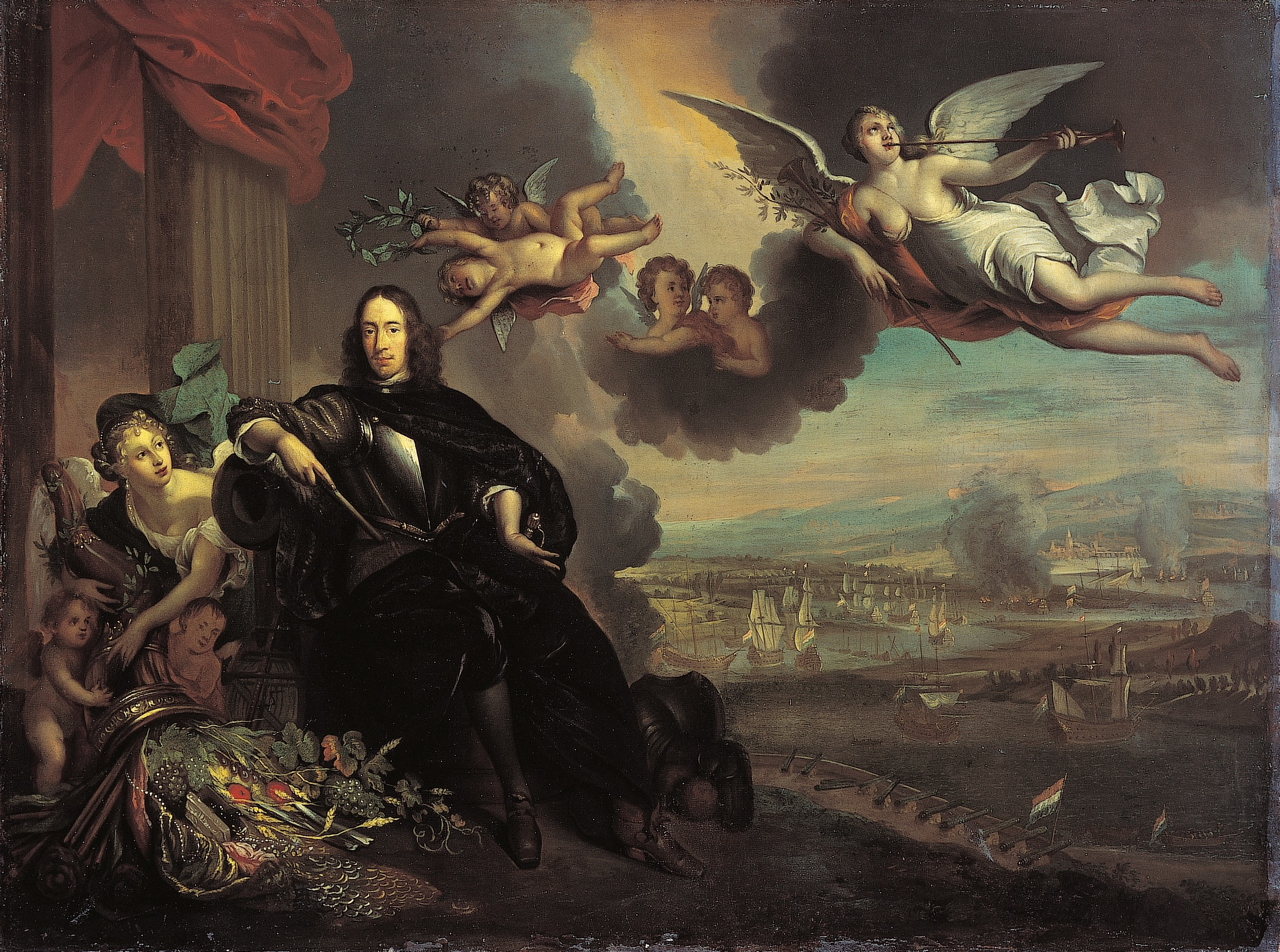
Copie effectuée d'après le tableau de Jan de Baen, L’Apothéose de Cornelis de Witt, avec le Raid sur la Medway à l'arrière-plan.

Jan de Baen perd ses parents à trois ans ; il est accueilli par son oncle, Hinderk Pyman (ou Piemans), à Emden, qui lui enseigne la peinture. Après la mort de celui-ci, Jan qui a alors 13 ans, s'installe d'abord à Amsterdam, où il est l'élève du peintre Jacob Adriaensz Backer (1645-1660), puis à La Haye de 1660 à 1702.
On connaît ses portraits des frères Johan et Cornelis de Witt pour l'hôtel de ville de Dordrecht. En 1672, après le massacre des deux frères par un attroupement favorable à la famille d'Orange, la foule, informée par un élève du peintre, veut détruire les portraits et assaille la maison de Jan de Baen, puis l'hôtel de ville et détruit le tableau L'Apothéose de Cornelis de Witt, maire de Dordrecht.
Jan de Baen séjourne en Angleterre vers 1666, invité par Lord Killegrey pour réaliser son portrait et celui du roi. Frédéric-Guillaume Ier, électeur de Brandebourg l'a également sollicité pour qu'il travaille à la cour de Berlin, mais sans succès.
Jan de Baen est le professeur de son fils, Jacobus de Baen surnommé le « Gladiateur », ainsi que de Johann Friedrich Bodecker, Denys Godijn, Hendrik van Limborch, Nicolaes van Ravesteyn, Petro van Rijs, Jan van Sweel, et Johannes Vollevens.
Il meurt début mars 1702 et est inhumé le 8 mars à La Haye.

## Œuvres

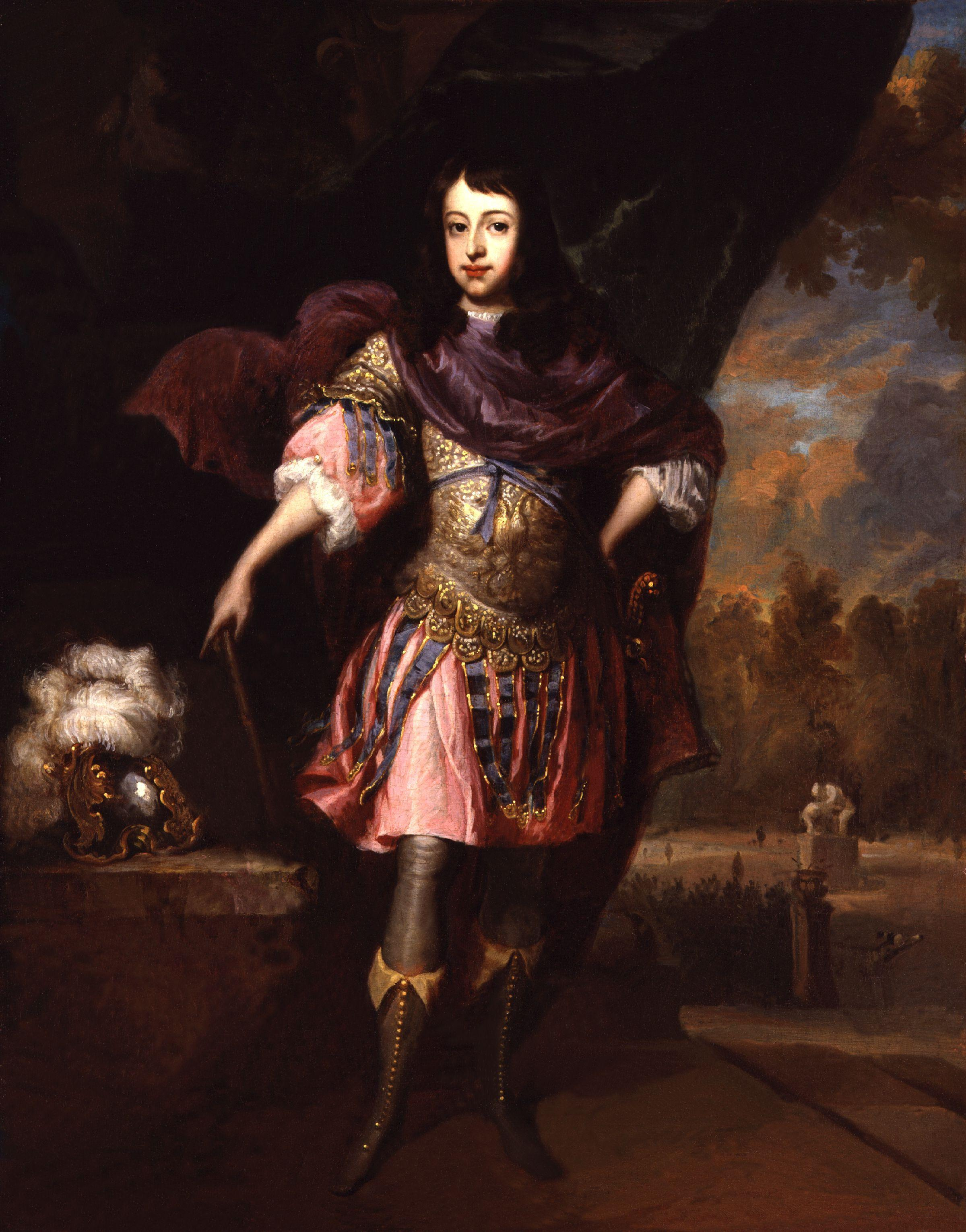
Guillaume III d'Orange-Nassau
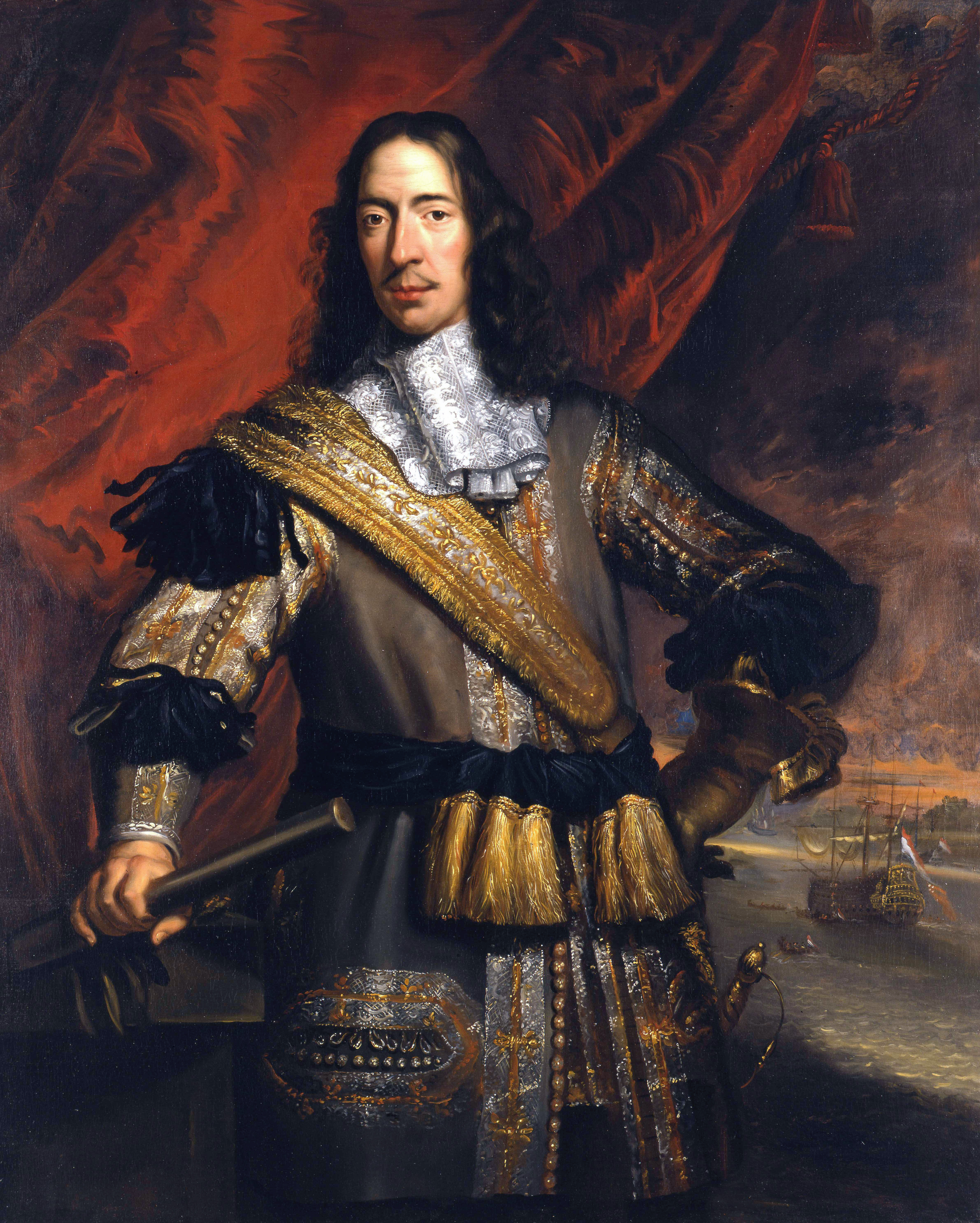
Cornelis de Witt (attribué à Jan de Baen)
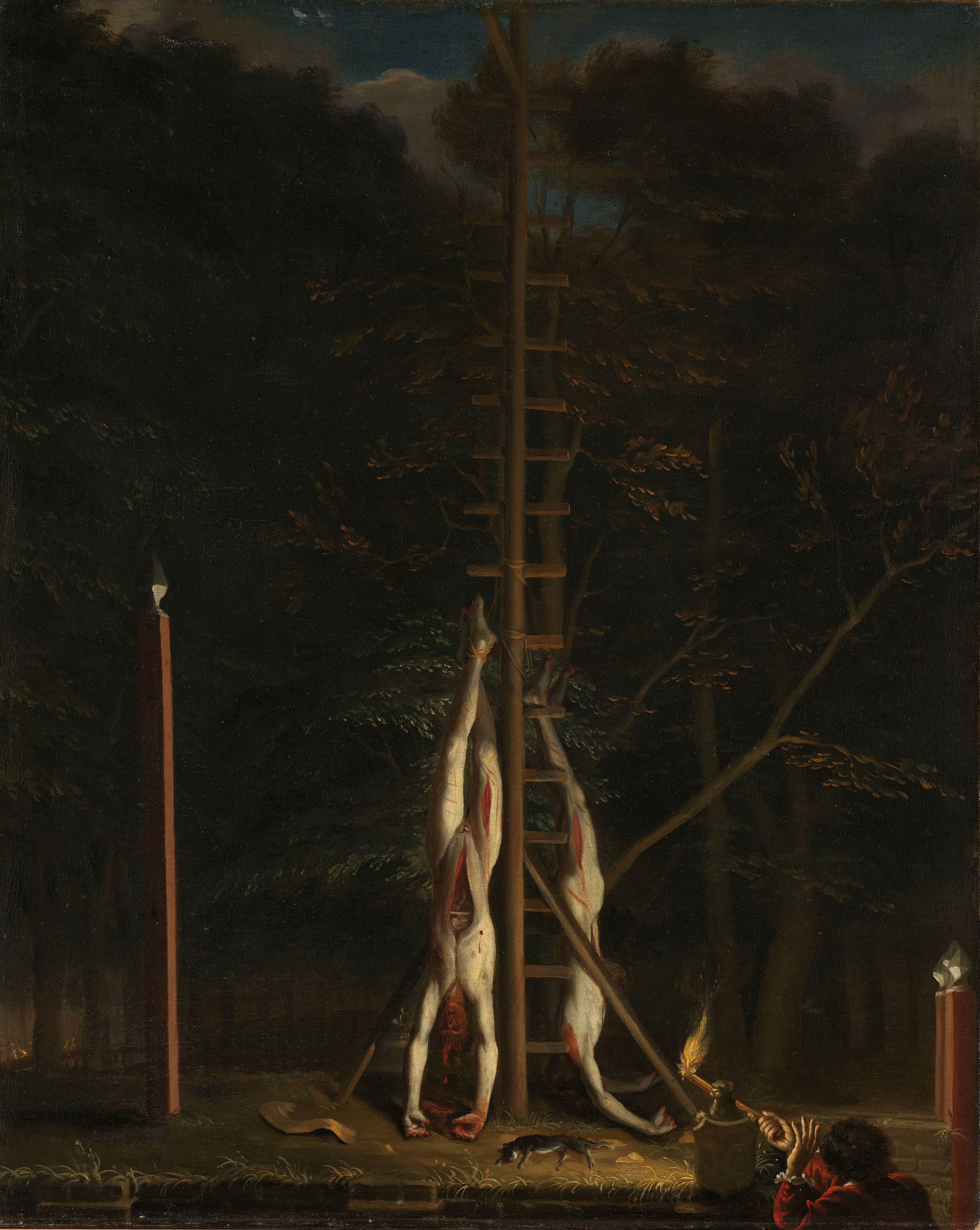
Les corps des frères de Witt (attribué à Jan de Baen)
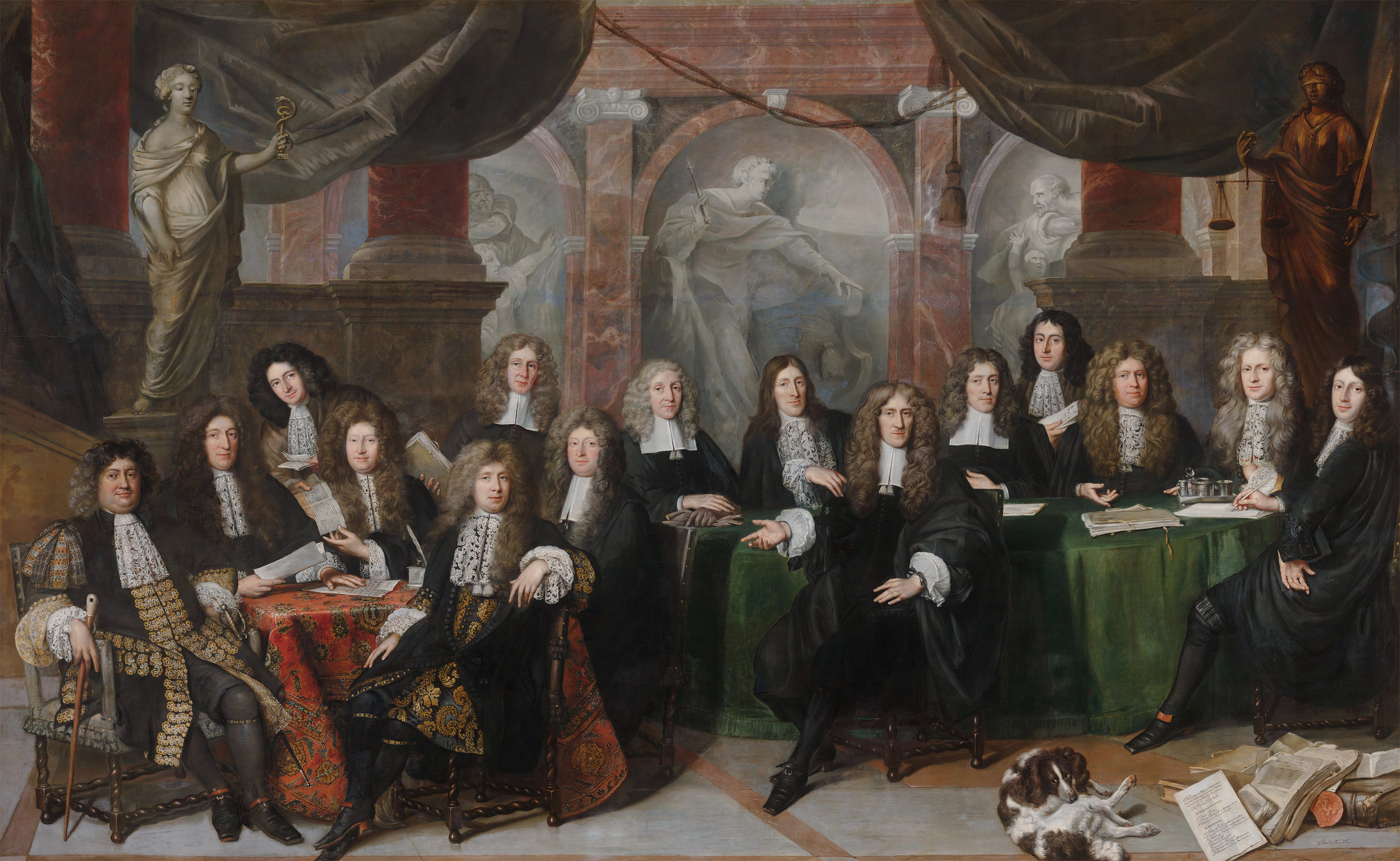
Les magistrats de La Haye (1682)